# Fiona Kolbinger
Fiona Kolbinger (24 de mayo de 1995) es una ciclista aficionada alemana que ganó la Carrera Transcontinental en 2019, haciendo un tiempo de 10 días, 2 horas y 48 minutos casi 6 horas por delante sobre el segundo en el pódium, Ben Davies.

## Trayectoria
Médica de profesión, Kolbinger fue la primera mujer en ganar la carrera en toda su historia, superando a más de 224 hombres y 40 mujeres. Por este motivo fue reconocida como una de las 100 mujeres de la BBC en el año 2019.